# La Horqueta
La Horqueta o Paso de la Horqueta es una localidad uruguaya del departamento de Colonia.

## Ubicación
La localidad se encuentra localizada en la zona centro-oeste del departamento de Colonia, al sur del río San Juan, y junto a la ruta 21 en su km 202. Dista 25 km de la capital departamental Colonia del Sacramento.

## Población
Según el censo de 2023 la localidad contaba con una población de 124 habitantes.
| --            | -- | 100 | 124 |
| (Fuente: INE) |    |     |     |

## Servicios
La localidad cuenta con una escuela, la N.º79 Aarón de Anchorena y una escuela salesiana: la escuela Criado Pérez. Existe además un club llamado Horqueta Wanderers Fútbol Club.

## Economía local
Las actividades económicas que se desarrollan en la zona son la agricultura, la ganadería y la lechería.